# Christianeum
Le Christianeum, fondé en 1738 à Altona, est un lycée public de langue classique à Hambourg-Othmarschen. Il porte depuis 1744 le nom du roi danois Christian VI (1699-1746), qui est également duc d'Holstein et donc souverain de la ville d'Altona.
Le lycée conserve son profil linguistique ancien, qui existe depuis le début du XXe siècle, qui est complété par les sciences naturelles équivalentes. De plus, l'école se caractérise désormais par une orientation artistique, notamment dans le travail choral. Depuis 1971, le Christianeum est situé dans un bâtiment conçu spécialement pour l'école par l'architecte danois Arne Jacobsen.
Le Christianeum possède une bibliothèque de lycée contenant environ 27 000 articles, dont de précieuses collections historiques.

## Histoire

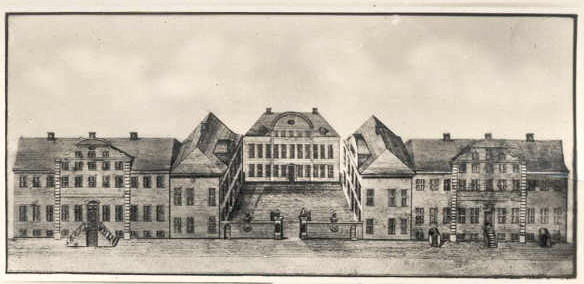
Le premier bâtiment du Christianeum, 1738 ; Gravure sur cuivre issue du plus ancien catalogue de la bibliothèque Christianeum.

En 1683, les autorités municipales fondent la première école dans la ville souveraine danoise-holsteinoise d'Altona, aujourd'hui un quartier de Hambourg, « trop loin de la ville dans un endroit si éloigné et si sale », comme le disait son recteur Daniel Hartnac (ou : Harnack ), selon la tradition ; il est de nouveau fermé en 1689. Les idées d'une nouvelle école en 1708 ne sont pas poursuivies au départ. Après l'incendie d'Altona (de) par les Suédois (1713) et une épidémie de peste, la ville a d'autres préoccupations que l'éducation. Avec des dons – surtout du Danemark - en 1721, sous la direction de Christian Detlev von Reventlow, maire de la ville, commence la construction d'un bâtiment scolaire sur la Schulstraße (aujourd'hui : l'extension aujourd'hui disparue de la Hoheschulstraße au nord) au-dessus du marché aux poissons d'Altona (de) ; l'architecte de la ville d'Altona , Claus Stallknecht (de), en est responsable. L'école Frédéric, du nom du roi Frédéric IV, commence ses activités en 1725.

### Lycée Academicum auXVIIIesiècle

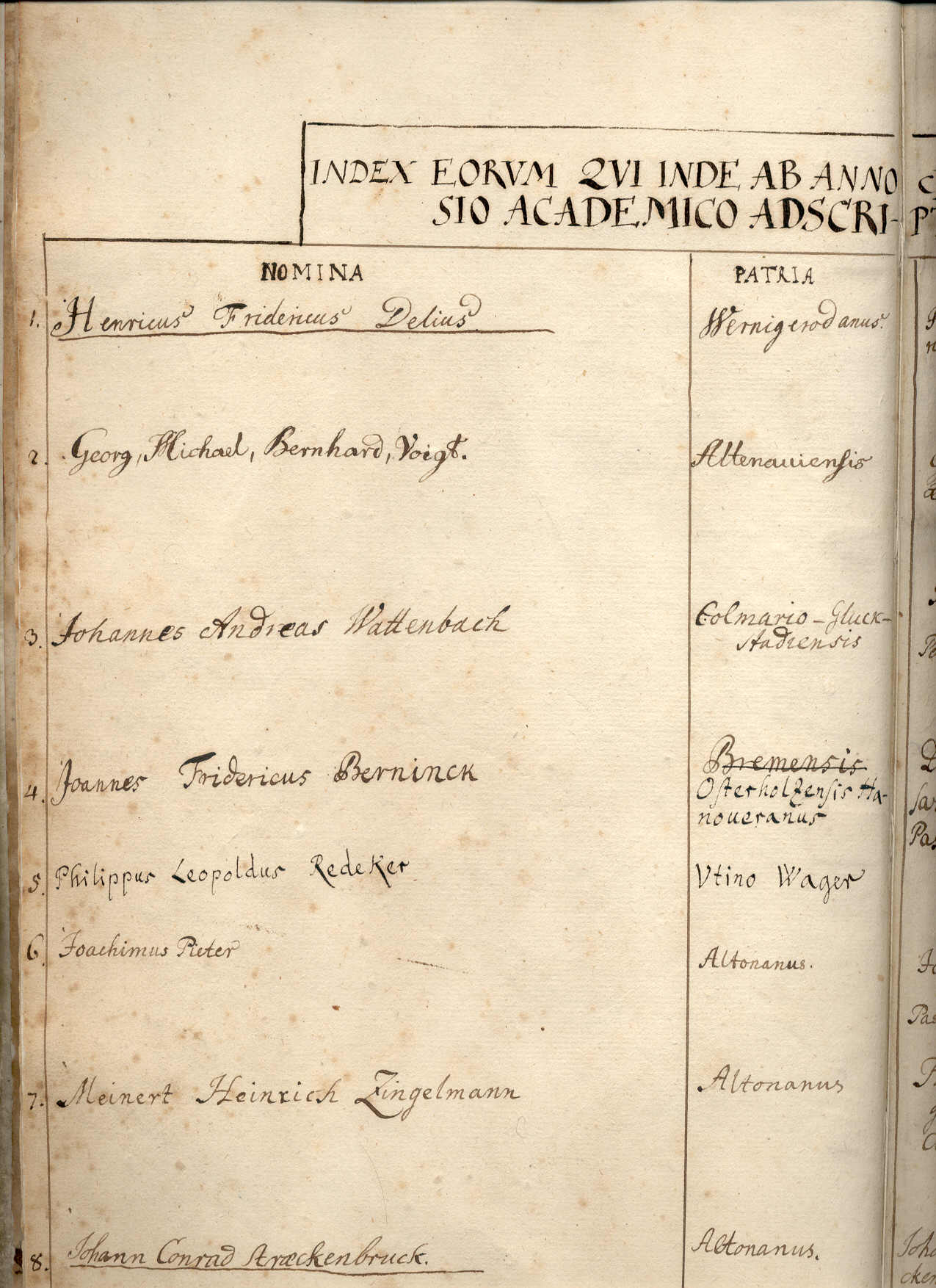
Extrait des registres du Christianeum : les huit premiers élèves du lycée Academicum 1738.

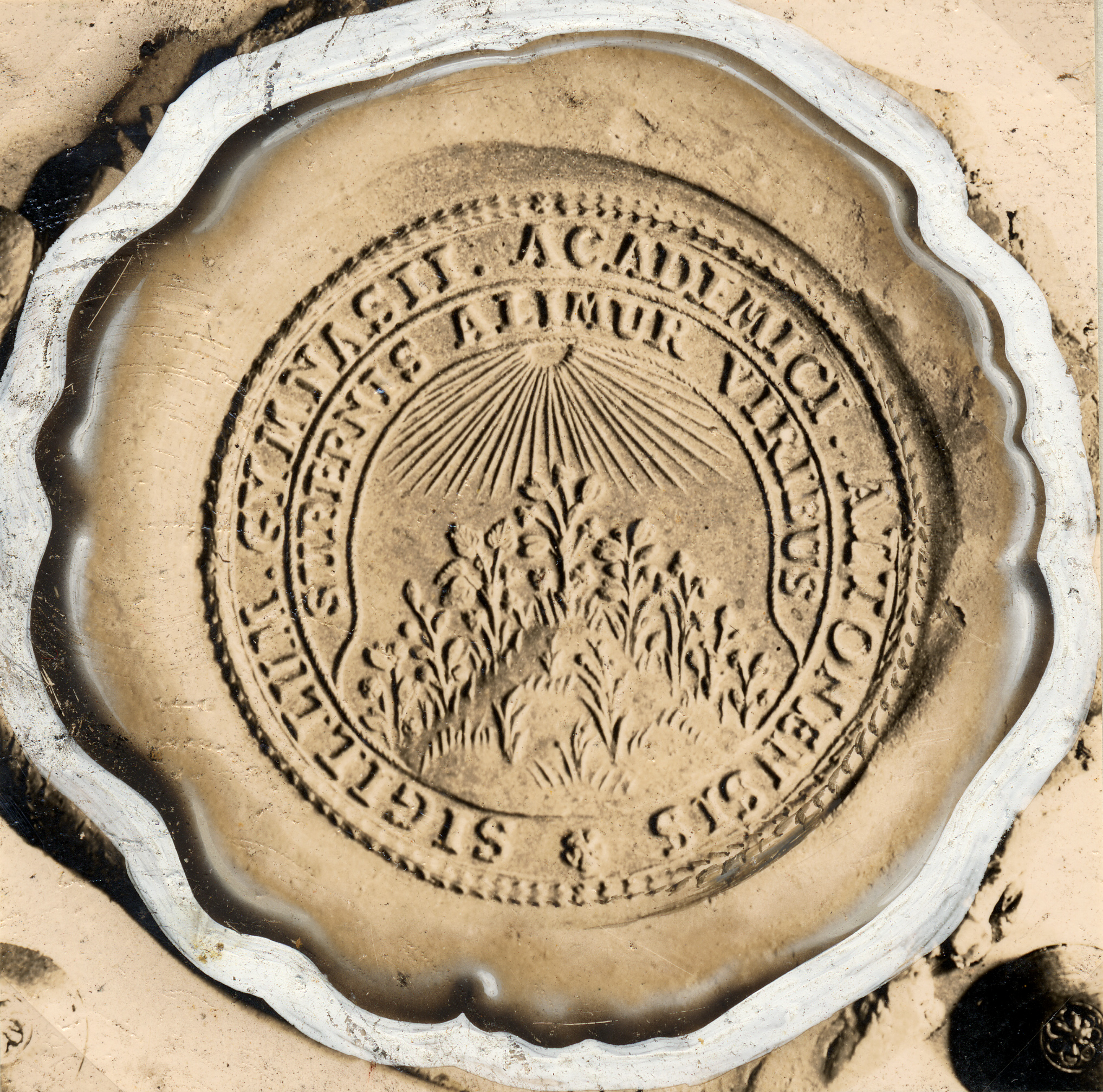
Le sceau du Christianeum, décerné en 1744.

Le successeur de Reventlow, le président Bernhard Leopold Volkmar von Schomburg (de), fait avancer de manière décisive l'aménagement de l'école en un établissement d'enseignement supérieur. En 1738, par rescrit du roi Christian VI, l'école Frédéric est élevée au rang de lycée Academicum, qui reçoit le nom de Christianeum par lettre de fondation du 11 mai 1744 et est officiellement inauguré le 26 mai 1744. Le roi accorde à l'école son propre sceau, représentant des plantes sur une colline sous un soleil rayonnant, encadré de la devise SUPERNIS ALIMUR VIRIBUS (D'en haut vient la force qui nous soutient) et l'inscription SIGILLUM GYMNASII ACADEMICI ALTONENSIS.
Selon le plan publié en 1740, la structure de l'école prévoit une connexion de trois institutions : une école préparatoire pour garçons désireux d'étudier sous la direction du directeur, dans laquelle, outre l'écriture, l'arithmétique et le catéchisme, le latin est également enseigné, une pédagogium à partir de 12 ans avec cours en histoire, géographie, mathématiques et oratoire grec, et un lycée académique avec des cours de théologie et de philosophie ainsi que de droit et de médecine. Après la mort de Christian VI. en 1746, le lycée académique est réorganisé dans sa séparation du pédagogium ; Il se voit attribuer cinq professeurs qui alternent chaque année au sein de la direction.
Les supérieurs hiérarchiques sont les gymnasiarques, un corps calqué sur les anciens savants, qui se compose du président principal d'Altona (de) et du prévôt ainsi que du maire et du syndic de la ville en tant qu'assesseurs, les deux premiers étant les personnes décisives. Le premier Collegium Gymnasiarchale est composé du président Bernhard Leopold Volkmar von Schomburg (de), du prévôt et pasteur principal Johann Bolten (de), du maire Joachim Hinrich Jönsen et du syndic Johann Joachim Behn. Ce Collegium supervise non seulement l'administration mais aussi l'enseignement de l'école. Il existe jusqu'à la transition vers l'administration prussienne en 1867.
La lettre fondatrice de 1744 prévoit que la jurisdictio civilis et ecclesiastica doit être exercée par le collège des professeurs ou des lycéens sur les étudiants, les professeurs, les domestiques et leurs familles. La compétence pénale sur les membres de l'école reste du ressort du magistrat de la ville, mais cela nécessite l'approbation du collège des professeurs. Le collège a également le droit de censurer les livres et écrits publiés à Altona. Dans le cadre des réformes introduites au Danemark par Johann Friedrich Struensee à partir de 1770, le pouvoir de censure et certains privilèges des professeurs, comme l'exonération d'impôts, sont supprimés.
À la demande du roi, l'institution doit être transformée en université sur son territoire holsteinois. Avec l'accord de succession (de) de Gottorp en 1773 et l'incorporation associée de l'Université de Kiel sous la domination danoise, le lycée perd sa position exceptionnelle en tant qu'établissement d'enseignement danois le plus important sur le territoire du Holstein. À partir de 1773, le Pédagogium et le Gymnasium Academicum sont regroupés pour former un lycée avec les classes Tertia, Secunda, Prima et une université Selecta ; l'école préparatoire se poursuit. Le changement de direction s'effectue désormais de manière irrégulière, mais à partir de 1794 la direction devient permanente.

### Réorganisations auXIXesiècle
Depuis le roi Frédéric VI est du côté de Bonaparte, les guerres napoléoniennes atteignent également la ville d'Altona. En 1814, le Christianeum devient le quartier d'une compagnie de cosaques russes appelée du Danemark pour apporter son soutien. À partir de 1817, le danois est une matière obligatoire, ce qui provoque cependant la résistance des étudiants inspirés par les sentiments nationaux, effet secondaire des guerres napoléoniennes. Ludolf Wienbarg, l'un des poètes importants de la Jeune-Allemagne, est parmi eux, tout comme Matthäus Friedrich Chemnitz (de), l'auteur de la Chanson du Schleswig-Holstein (de). Dans l’« Association scientifique des primaires d'Altona-Klio » fondée en 1828, les choses sont révolutionnaires, du moins en termes de discours ; À partir de 1834, les étudiants Theodor et Tycho Mommsen et leur frère August (de) appartiennent au club.
La réorganisation de 1844 prive le Christianeum de sa position particulière parmi les écoles supérieures du Schleswig-Holstein : il perd son université « Selecta » et la tâche du lycée est désormais de préparer les étudiants à l'université. À partir de 1853, il y a un examen d'Abitur. Jusqu'en 1937, l'école est considérée comme le lycée le plus important du Schleswig-Holstein.
En août 1866, deux ans après la guerre des Duchés et conséquence directe de la paix de Prague, qui met fin à la guerre austro-prussienne, le Christianeum – comme Altona et Holstein dans leur ensemble – devient prussien. À mesure que le nombre d'étudiants augmente, certaines parties de l'ancien complexe scolaire sont démolies et remplacées par des bâtiments en brique Wilhelmine. En 1909, Friedrich Paulsen profite de la devise In Fine Laus (latin : « à la fin, louange »), gravée sur la porte de l'ancien bâtiment du Christianeum de 1721, pour résumer ses sentiments mitigés au cours de ses années chrétiennes dans sa Jugenderinnerungen.

### Orientations auXXesiècle

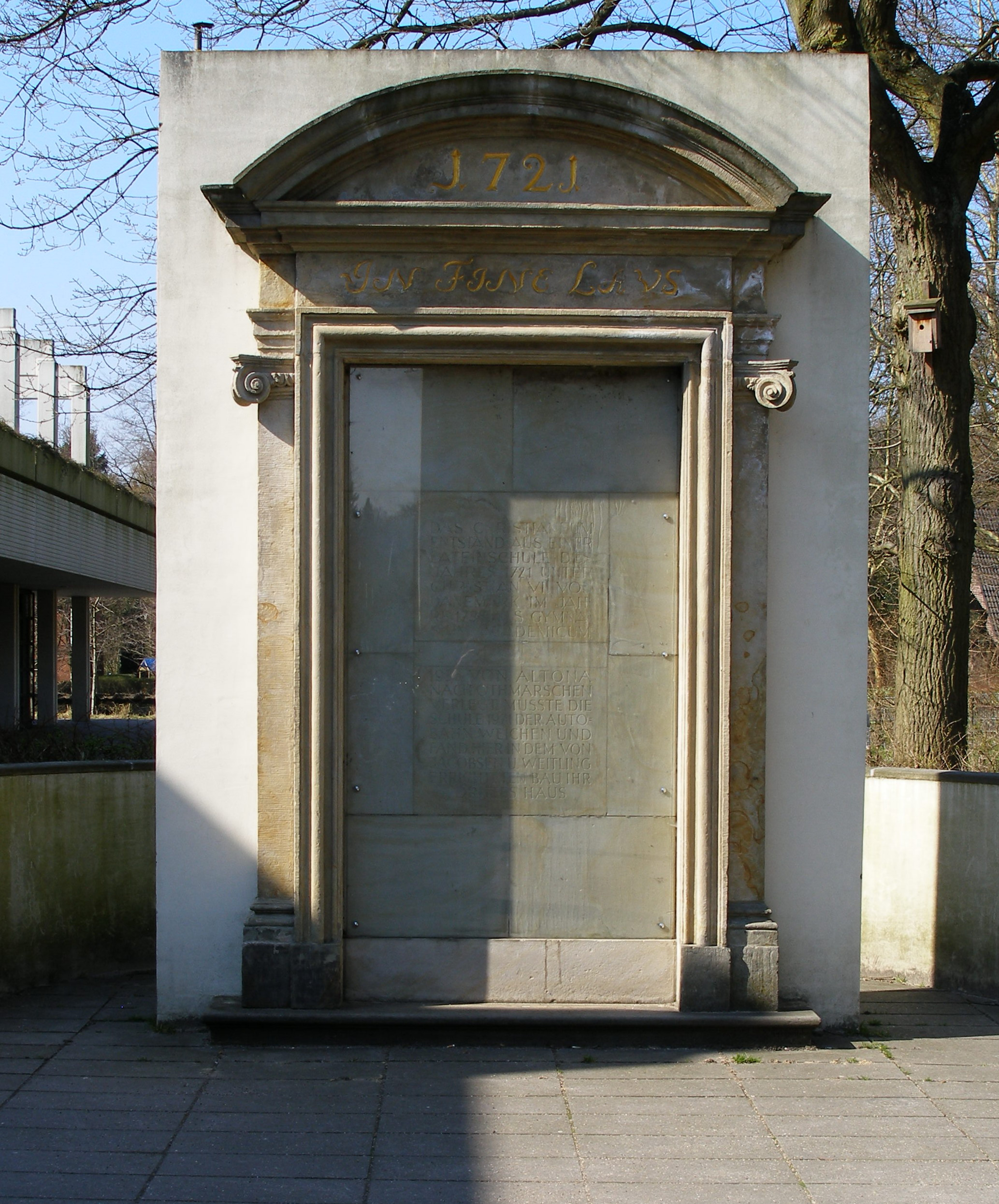
Entrée du premier bâtiment institutionnel du XVIIIe siècle (détruit), situé à côté de l'entrée principale de l'actuel Christianeum ; dans le portail, sculpté dans la pierre, un aperçu de l'histoire du bâtiment.

Depuis la fin du XIXe siècle, les sciences naturelles modernes, établies dès la première génération de chercheurs universitaires, contestent également la primauté de la philologie classique au Christianeum. Avec une nouvelle « branche » de sciences naturelles, le lycée est agrandi pour inclure une école secondaire, officiellement reconnue en 1909, qui existe jusqu'en 1959.
Après la Première Guerre mondiale, l'école connaît un déclin du nombre d'élèves et un personnel enseignant de plus en plus réduit. Outre les nouvelles formes d'enseignement, en plus de rechercher une relation tolérante entre enseignants et élèves, il y a aussi eu l'idée de voyages scolaires ; En 1925, un primat se rend pour la première fois à Puan Klent (de) à Sylt, depuis lors une destination régulière pour les voyages scolaires annuels, aujourd'hui l'école primaire, avec seulement quelques interruptions.
En octobre 1933, l'administration de la ville nationale-socialiste remplace Robert Grosse (de), directeur du Christianeum depuis un an. Les départs à la retraite après 1934 réduisent le personnel existant. Le nombre d'élèves du lycée augmente et de nouveaux enseignants sont ajoutés. L'école reçoit un nouveau bâtiment à l'ouest d'Altona en 1936. À la suite de la loi sur le Grand Hambourg, Altona devient une ville de l'État de Hambourg à partir d'avril 1937 et perd son indépendance municipale douze mois plus tard. Le directeur indépendant, en fonction depuis 1934, le théologien Dr Lau, rejoint le NSDAP en 1937 sous la pression du siège du parti ; En 1942, il est démis de ses fonctions en raison des déclarations des informateurs jugées peu fiables. L'institution est fermée le 31 mars 1945. Un bilan ultérieur enregistre 192 morts de guerre au Christianeum.
La période d'après-guerre est d'abord caractérisée par un enseignement en alternance avec d'autres écoles dont les bâtiments ont été détruits et qui peuvent progressivement réintégrer leurs propres locaux au cours des années 1950. Après que les derniers étudiants de Schlee (de) ont quitté le bâtiment en 1960, les années suivantes au Christianeum sont déterminées, d'une part, par le plaisir d'avoir à nouveau les chambres pour eux seuls et, d'autre part, par la gestion des la prochaine et nécessaire réorganisation du système scolaire y est consacrée. En 1965, la mixité donne au Christianeum ses premières étudiantes et sa première enseignante pour encadrer une classe mixte. En 1969, l'établissement introduit, malgré des résistances, deux nouveautés du nord de l'Allemagne : la consultation des élèves de 10e année lors des conférences sur les bulletins scolaires et l'option russe, qui peut désormais être suivie aux côtés du latin et de l'anglais comme troisième langue étrangère obligatoire comme alternative au grec.

### Présent
Au Christianeum, vous pouvez passer l'Abitur dans les langues étrangères latin, anglais, grec et (depuis 1969) russe ; la séquence linguistique commence par le latin et l'anglais en cinquième année. Vous pouvez également choisir le chinois, proposé au Christianeum depuis 1985, ainsi que l'espagnol et le français. Les sciences naturelles et les mathématiques, ainsi que la musique et les arts, conservent leur place aux côtés des langues. Les cours d'allemand soutiennent les cours de littérature dans les classes inférieures et moyennes, qui déterminent les cours dans les classes supérieures. Un modèle est développé pour les cours de performance sportive afin de permettre aux participants d'enseigner et de s'entraîner au sport et, par exemple, d'accompagner des voyages de ski au collège en tant qu'assistants professeurs. Les lieux d'apprentissage et de rencontre en dehors de l'établissement font partie de la vie scolaire.

## Bâtiment

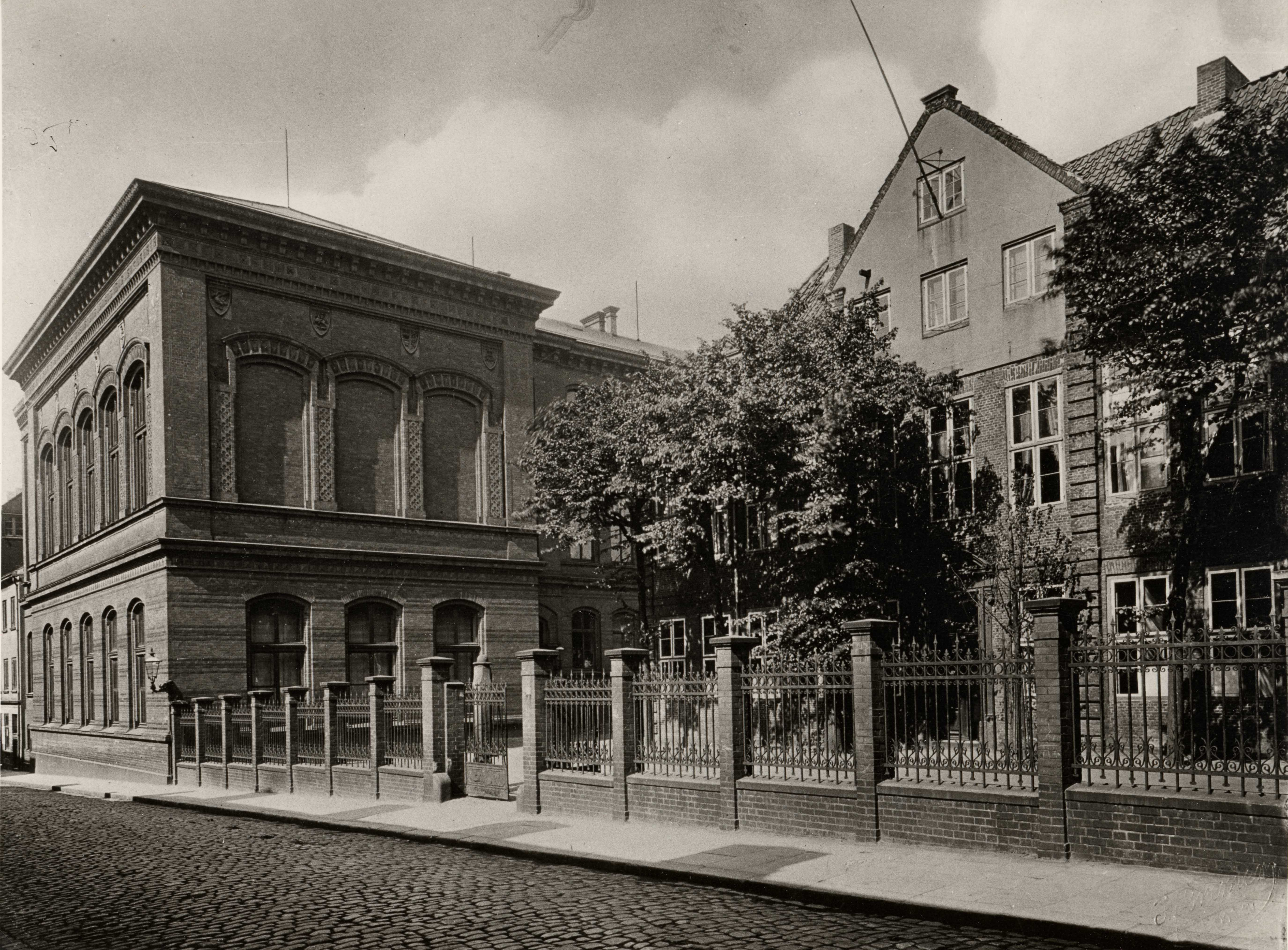
Le Christianeum d'Altona sur la Schulstrasse, 1897 ; avec le nouveau bâtiment en expansion de l'aile gauche.

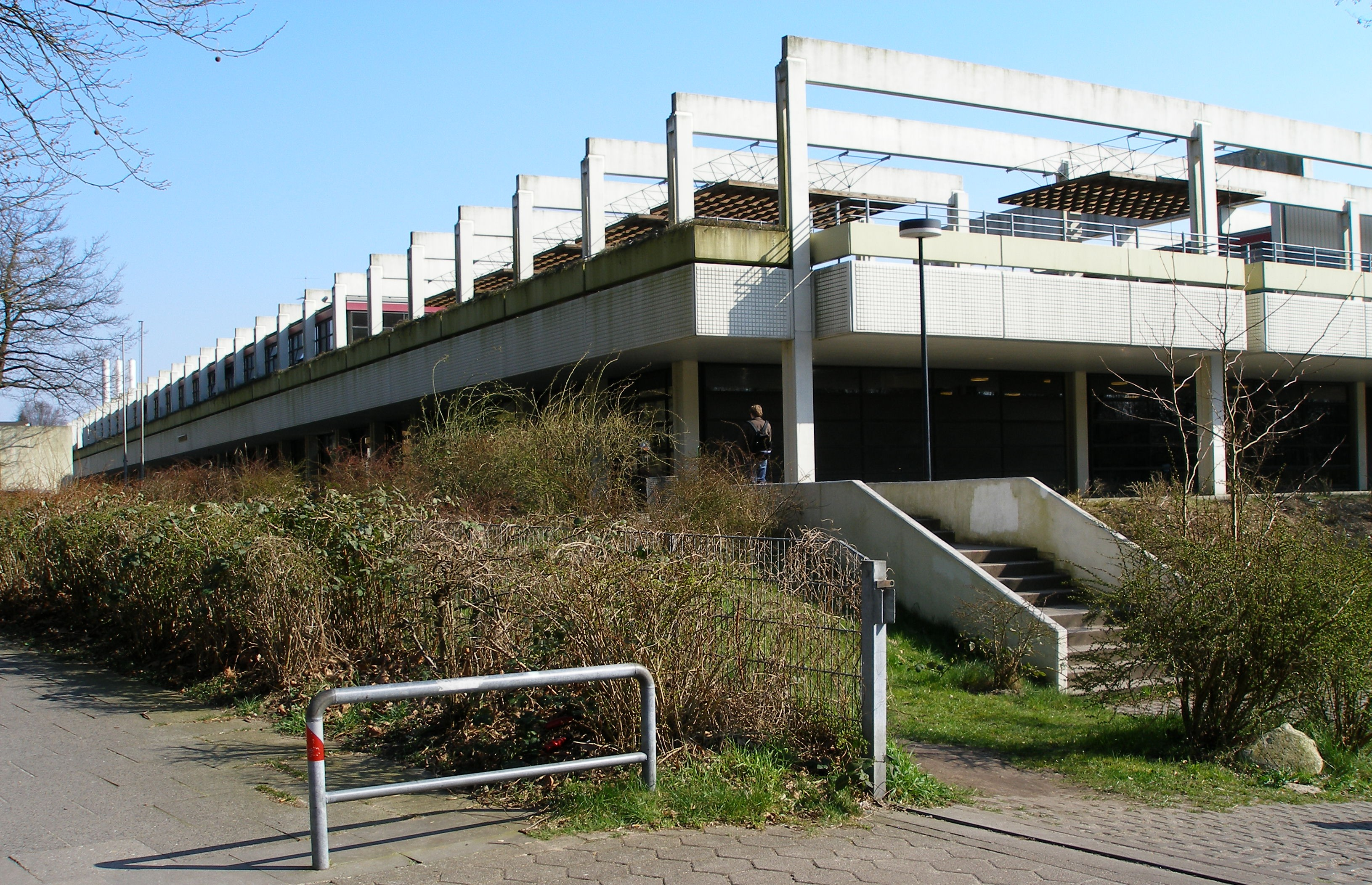
Le Christianeum d'aujourd'hui, basé sur les plans d'Arne Jacobsen ; inauguré en 1972.

Après que le premier bâtiment de la Schulstrasse ne réponde plus aux exigences, malgré l'agrandissement de la Wilhelmine, le Christianeum reçoit en 1936 un grand nouveau bâtiment d'inspiration Bauhaus à Othmarschen, dans la Behringstrasse. Ce bâtiment est conçu et construit en 1930/31 comme école de formation des enseignants, mais est initialement fermé en raison de la crise économique ; elle est achevée pour le Christianeum entre 1934 et 1936. Le nouveau bâtiment scolaire survit aux attaques de Hambourg de 1943 et ultérieures avec seulement des dommages mineurs. De mai à octobre 1945, c'est le quartier général du commandement militaire britannique.
En 1971, le bâtiment de la Behringstrasse doit céder la place à la construction du nouveau tunnel de l'Elbe dans le cadre de l'A7 (1968-1975). La première porte, datant de 1721, a été installée sur le mur latéral de l'aile principale de la Behringstraße, après la démolition de ses anciens murs du XVIIIe siècle à la suite du déménagement de l'école en 1936, et reçoit son troisième emplacement lors du nouveau déménagement de l'école en 1971. Les deux ailes latérales restantes et aménagées depuis les années 1930 dans la Schulstraße ont été détruites avec leur extension wilhelminienne lors du bombardement de Hambourg en 1943
Depuis 1971, l'institution de l'Otto-Ernst-Straße (Othmarschen) est installée dans un nouveau bâtiment fonctionnaliste, construit selon les plans d'Arne Jacobsen (1902-1971) et qui, en vertu des contrats passés avec les héritiers de l'architecte danois, ne peut être modifié sur le plan architectural au-delà de la flexibilité du bâtiment prévue par l'auteur du projet. Le concept prévoit toutefois la possibilité de modifier les espaces intérieurs, étant donné que des poutres extérieures soutiennent le bâtiment et que des murs porteurs ne sont donc pas nécessaires, à quelques exceptions près. La dissolution des murs extérieurs dans des vitrages permet en outre d'avoir une vue sur l'extérieur dans presque tous les couloirs. La structure de support donne au bâtiment une esthétique extérieure saisissante, qui fait encore aujourd'hui l'objet de discussions controversées.
En 1977, Hark Bohm tourne quelques séquences de son film Moritz, cher Moritz à l'intérieur du Christianeum. Depuis 2004, le bureau de l'écrivain Otto Ernst est hébergé dans une pièce léguée à l'école par sa fille Senta-Regina Möller-Ernst. En 2018, la salle Otto-Ernst restaurée est retirée du bâtiment scolaire et ses composants sont déplacés ; on ne sait rien d’une éventuelle utilisation ultérieure de la pièce.

## Bibliothèque

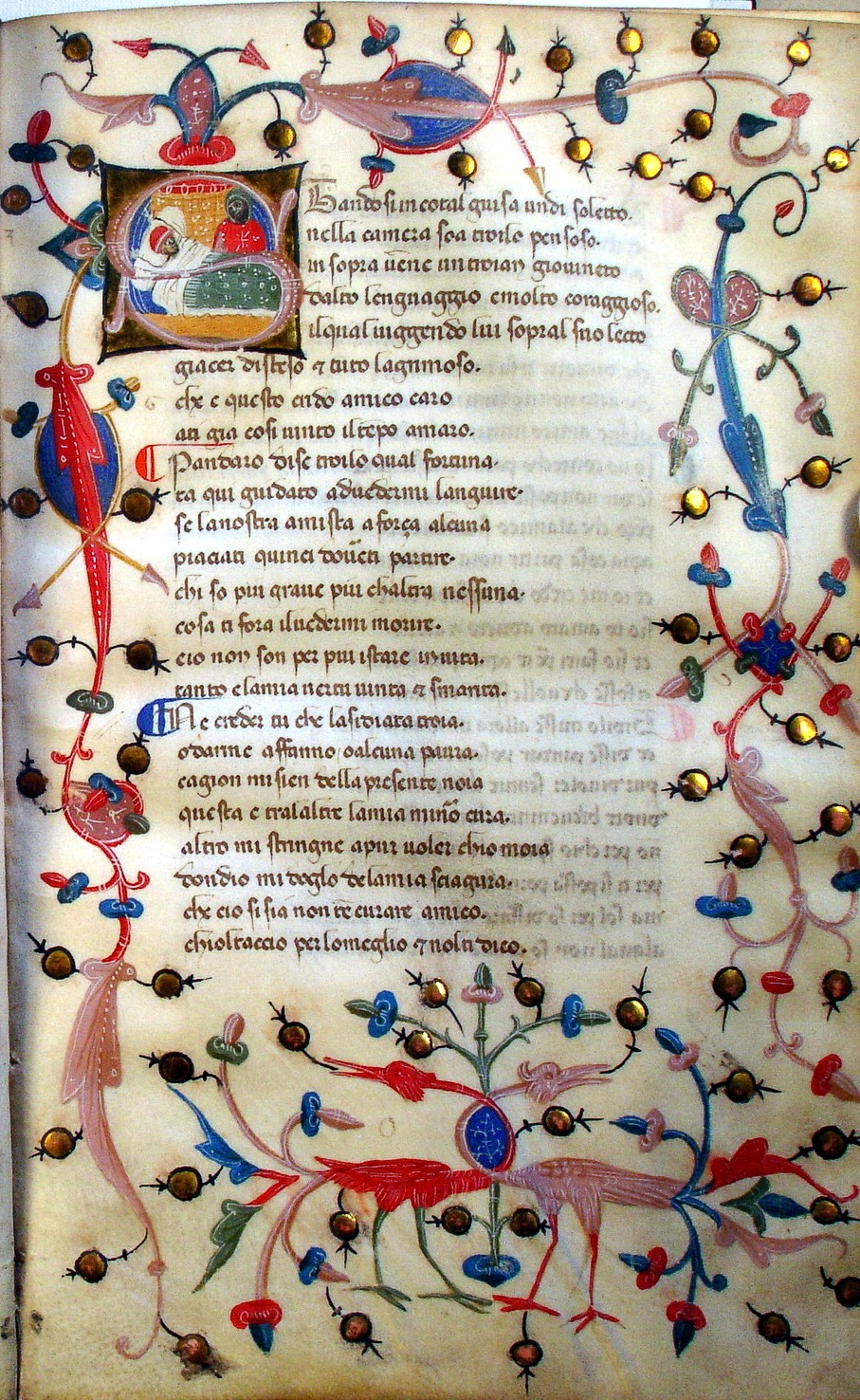
Extrait du Codex Christianei.

Grâce à la succession du théologien d'Altona Johann Otto Glüsing (de), l'école Frédéric a déjà reçu en 1727 une importante collection de livres, qui devient la propriété du Gymnasium Academicum nouvellement fondé en 1738. Le premier bibliothécaire du Christianeum, Georg Christian Maternus de Cilano (de), exerce ses fonctions de 1743 jusqu'à sa mort en 1773. La perspective de devenir une université apporte à l'établissement d'autres collections de livres au XVIIIe siècle, dont la plus importante est, en 1768, le Donum Kohlianum en 1768, la magnifique bibliothèque du savant hambourgeois Johann Peter Kohl (de), qui, outre d'importantes estampes anciennes, contient également des manuscrits médiévaux, dont deux codex : le Codex Altonensis, un manuscrit italien enluminé de la Divine Comédie de Dante du XIVe siècle, et le Codex Christianei, contenant Il Filostrato de Boccace ; les deux manuscrits sont considérés par les chercheurs comme des témoins importants de l’histoire de leurs textes. Grâce à un don du roi danois Frédéric VI initié par Heinrich Christian Schumacher, la bibliothèque est également entrée en possession de la rare Flora Danica. En 1808, le Christianeum acquiert la collection d'incunables du pasteur d'Altona Johann Adrian Bolten (de). Au XIXe siècle, la bibliothèque continue de s'enrichir grâce à des dons et legs, systématiquement enregistrés à partir des années 1850 par le directeur et bibliothécaire Marx Johannes Friedrich Lucht (de). Depuis les années 1820, la bibliothèque possède une collection complète de programmes scolaires prussiens, dont certains sont indexés.
Puisque la collection remonte au XVIIIe et au début du XIXe siècle, la bibliothèque publique d'Altona peut également faire des achats grâce aux legs des citoyens et aux dons de la ville et, en 1817, elle possède déjà 10 000 volumes. En 1891, l'inventaire atteint 29 000 volumes et en 1938, il est estimé à 30 000 volumes. En 1945/46, environ 10 000 volumes (parfois même 14 000 sont mentionnés) sont donnés à la bibliothèque d'État et universitaire d'Hambourg (de), bombardée. Un décompte effectué dans le cadre de l'enregistrement des titres modernes après 1972 indique qu'en 1980 il y a pas moins de 20 000 volumes dans la bibliothèque historique du lycée. Entre 2005 et 2009, les anciens fonds du Christianeum, en particulier ses incunables et le Donum Kohlianum, sont reconstruits en collaboration avec la Bibliothèque d'État et universitaire.
Depuis le déménagement dans le bâtiment scolaire actuel en 1971, la bibliothèque pédagogique (y compris le fonds historique) est une bibliothèque scientifique de référence à la disposition du collège, mais aussi des utilisateurs externes, avec un inventaire total d'environ 30 000 volumes. En plus de la bibliothèque des professeurs, le Christianeum dispose également d'autres collections de livres : une bibliothèque de lycée, également une bibliothèque de référence avec des postes de travail, et une bibliothèque étudiante, qui contient principalement de la littérature jeunesse, mais aussi d'autres œuvres littéraires et non-fictionnelles, disponible pour les étudiants qui peuvent emprunter gratuitement. Les sciences naturelles et les beaux-arts disposent également de leurs propres bibliothèques scientifiques pour les enseignants. Après la construction de nouvelles salles de bibliothèque dans le cadre d'une rénovation du bâtiment en 2014, ces fonds sont intégrés à la bibliothèque des enseignants pour former une nouvelle bibliothèque scolaire appelée Bibliotheca Christianei, qui ouvre ses portes le 16 janvier 2017. La collection existante de matériel pédagogique avec son inventaire de manuels destinés aux étudiants est gérée séparément.

## Étudiants et professeurs notables

### Étudiants avant 1945
- Ernst Georg Sonnin (1713-1794), élève de l'école Frédéric, architecte et ingénieur
- Jacob Georg Christian Adler (1756-1834), élève en 1774-1775, orientaliste et surintendant général.
- Johann Jacob Martin Philippi (de) (1761-1850), érudit, publiciste et conseiller de la cour royale de Prusse.
- Johann Carl Julius Herzbruch (de) (1779-1866), élève en 1797-1800, orientaliste et surintendant général, successeur de Jacob Georg Christian Adler.
- Heinrich Wilhelm von Gerstenberg (1737-1823), élève de 1754 à 1757, écrivain.
- Johann Adrian Bolten (de) (1742-1807), élève en 1759-1760, chroniqueur et théologien.
- Salomon Maimon (1753-1800), élève 1783-1785, philosophe.
- Heinrich Christian Schumacher (1780-1850), élève 1794-1799, astronome.
- Salomon Ludwig Steinheim (de) (1789-1866), élève en 1804-1807, médecin, philosophe religieux et érudit.
- Ludolf Wienbarg (1802-1872), élève 1820-1822, écrivain du Vormärz
- Matthäus Friedrich Chemnitz (de) (1815-1870), élève en 1832-1835, poète lyrique.
- Ludwig Walesrode (de) (1810-1889), élève 1830-1832, écrivain
- Caspar Kirchhoffer (de) (1812-1885), élève 1831-1832, médecin et auteur d'Altona.
- Theodor Mommsen (1817-1903), élève 1835-1838, historien et spécialiste de l'Antiquité, lauréat du prix Nobel (littérature) en 1902.
- Tycho Mommsen (1819-1900), élève 1835-1838, philologue classique et directeur de lycée.
- Johannes Versmann (1820-1899), élève de 1831 à 1839, bourgmestre d'Hambourg.
- August Mommsen (de) (1821-1913), élève 1837-1841, historien et professeur.
- Heinrich Handelmann (de) (1827-1891), élève de 1841 à 1847, historien.
- Friedrich Paulsen (1846-1908), élève en 1863-1866, pédagogue et philosophe
- Gustav Adolf Neuber (de) (1850-1932), diplômé du lycée en 1870, médecin
- Alfred Lichtwark (1852-1914), diplômé du lycée en 1873, historien de l'art
- Friedrich von Willemoes-Suhm (de) (1853-1920), portraitiste
- Robert Koldewey (1855-1925), baccalauréat 1875, archéologue
- Peter Behrens (1868-1940), étudiant 1877-1882, architecte
- Siegfried Heckscher (de) (1870-1929), baccalauréat 1892, avocat et député du Reichstag
- Hans Philipp Ehrenberg (1883-1958), étudiant 1898-1900, philosophe et théologien
- Hermann Weyl (1885-1955), v1904, mathématicien

### Élèves après 1945
- Jakob Augstein (de) (né en 1967), journaliste et éditeur
- Dietmar Bittrich (de) (né en 1958), écrivain
- Lars Clausen (1935-2010), baccalauréat 1955, sociologue.
- Thomas Collien, baccalauréat 1986, directeur du théâtre de Saint-Pauli (de).
- Christopher Daase (de) (né en 1962), baccalauréat 1981, politologue.
- Ernst Dammann (1904-2003), africaniste et historien des religions.
- Wilfried de Decker (de) (1935-2010), ophtalmologue et professeur d'université.
- Uwe Deeken (de) (1941-2018), fondateur et directeur de théâtre.
- Alexander Deichsel (de) (né en 1935), baccalauréat en 1955, sociologue.
- Bernd J. Diebner (de) (1939-2023), baccalauréat 1957, théologien, historien de l'Église et coptologue.
- Jörg Dräger (de) (né en 1968), baccalauréat 1987, homme politique et gestionnaire.
- Alexander Fest (de) (né en 1960), éditeur
- Carlheinz Hollmann (de) (1930-2004), présentateur de télévision
- Jens Johler (de) (né en 1944), écrivain
- Klaus-Peter Kirchrath (de) (né en 1927), baccalauréat en 1947, entraîneur de football
- Daniel Lommatzsch (de) (né en 1977), baccalauréat 1996, acteur
- Michael Maertens (de) (né en 1963), acteur
- Wilhelm Melcher (de) (1940-2005), baccalauréat 1959, violoniste et premier violon du Quatuor Melos.
- Karl-Ulrich Meyn (de) (né en 1939), baccalauréat 1959, recteur d'université.
- Dirk Mierau (de) (né en 1964), baccalauréat 1985, acteur
- Otto Ohlsen (de) (1916-2005), directeur du service de recherche de la Croix-Rouge allemande.
- Sven Papcke (de) (né en 1939), sociologue
- Hans Martin Rothkegel (de) (né en 1969), théologien et historien.
- Johann Scheerer (de) (né en 1982), musicien et producteur de musique.
- Eberhard Schütt-Wetschky (de), (1937-2015), baccalauréat en 1956, politologue
- Armin Steinbach (de) (né en 1978), baccalauréat 1998, juriste et économiste.
- Christian Thieme (de) (né en 1972), baccalauréat 1993, juriste et homme politique, maire de Zeitz

### Professeurs
- Eustasius Friedrich Schütze (de) (1688-1758), ecclésiastique et directeur
- Johann Adam Flessa (de) (1694-1775), directeur 1741-1749, ecclésiastique
- Georg Christian Maternus de Cilano (de) (1696-1773), professeur de physique, de médecine et d'antiquités ; bibliothécaire.
- Philipp Wilhelm Oeding (1697-1781), peintre et professeur de dessin.
- Johann Christoph Sticht (de) (1705-1772), théologien et orientaliste.
- Georg August Detharding (de) (1717-1786), professeur de droit et d'histoire.
- Elias Caspar Reichard (de) (1714-1791) comme professeur d'éloquence.
- Gottfried Schütze (de) (1719-1784), recteur ; plus tard directeur de l'école de sciences du Johanneum à Hambourg.
- Johann Jakob Dusch (de) (1725-1787) à partir de 1757 ; directeur à partir de 1766.
- Johann Bernhard Basedow (1724-1790), théologien, pédagogue et écrivain.
- Martin Ehlers (de) (1732-1800), 1771-1776 en tant qu'enseignant et recteur.
- Friedrich Konrad Lange (de) (1738-1791), 1771-1776 comme enseignant et recteur.
- Jürgen Kroymann (de) (1739-1820), maître d'écriture et de calcul.
- Ernst Christian Trapp (de) (1745-1818), sous-recteur pendant un an en 1776-1777.
- Lebrecht Heinrich Samuel Jehne (de) (1747-1794), théologien, sous-recteur, vice-recteur et recteur.
- Johann Christoph Unzer (de) (1747-1809), professeur, physicien et poète
- Jacob Struve (de) (1755-1841), d'abord élève, puis directeur de l'établissement, mathématicien.
- Masius Johann Feldmann (de) (1762-1823), d'abord élève, puis professeur, sous-directeur et vice-recteur de l'établissement.
- Gottlieb Ernst Klausen (de) (1762-1851), poète et traducteur, professeur et recteur.
- Carl Friedrich Kroymann (de) (1781-1849), peintre et lithographe, professeur de dessin.
- Marx Johannes Friedrich Lucht (de) (1804-1891), directeur de 1853 à 1882.
- Ernst Schlee (de) (1834-1905), professeur principal, directeur du lycée d'Altona à partir de 1871 en tant que pédagogue réformateur.
- Richard Arnoldt (de) (1845-1910), philologue classique ; directeur 1894-1909
- Friedrich Bertheau (de) (1851-1919), historien et professeur de lycée, a effectué ici son année probatoire en 1875/76.
- Robert Grosse (de) (1880-1968), historien de l'Antiquité et professeur de lycée ; directeur de 1932 à 1933.
- Dietmar Schünicke (de) (né en 1944), chef de chœur
- Reiner Schmitz (de) (né en 1947), conseiller d'État

## Bibliographie

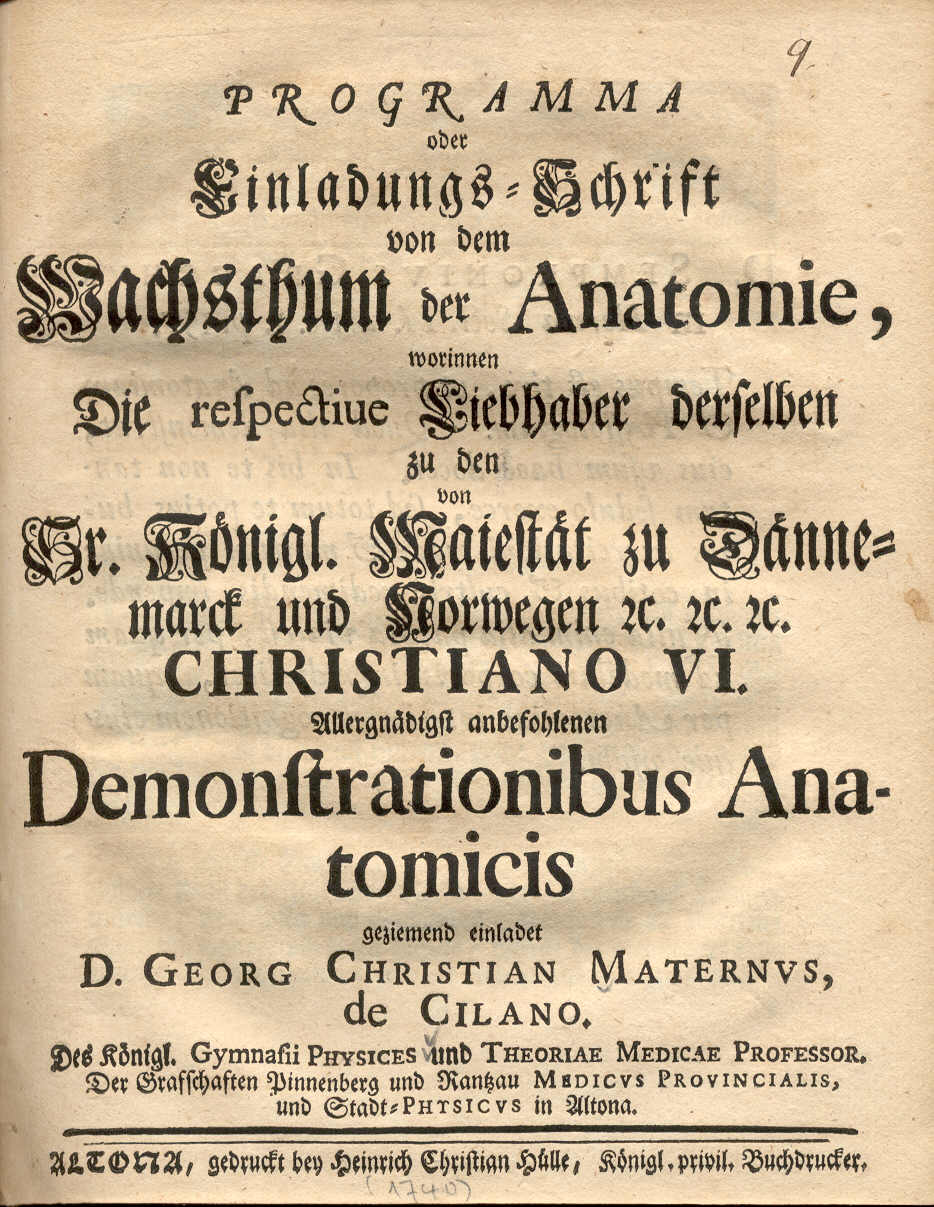
Invitation à un cours de au lycée royal d'Altona ; Opuscula Professorum, 1740.